# Tassilo von der Lasa
Tassilo von Heydebrand und der Lasa (Berlino, 17 ottobre 1818 – Storchnest, 27 luglio 1899) è stato uno scacchista e diplomatico tedesco.

## Biografia
Studiò giurisprudenza a Bonn e a Berlino. Nel 1845 entrò nel servizio diplomatico della Prussia, prima a Vienna poi a Stoccolma, Francoforte sul Meno, Bruxelles e L'Aia. Nel 1858 fu inviato a Buenos Aires col titolo di Ministro residente e dopo due anni fu nominato ambasciatore a Weimar. Dal 1865 al 1878 fu ambasciatore a Copenaghen, poi fu inviato a Stoccarda con il titolo di "Eccellenza".
Collocato in pensione nel 1880 con il titolo di barone, si dedicò in seguito esclusivamente agli scacchi.
È noto soprattutto come teorico e autore di libri di scacchi. Uno dei fondatori del gruppo di analisti chiamati pleiadi di Berlino, pubblicò nel 1843 il famoso manuale Handbuch des Schachspiels, la cui stesura era stata iniziata da Paul von Bilguer nel 1839. Nonostante ne fosse stato il principale autore, von der Lasa indicò von Bilguer, che morì nel 1840, come unico autore, tanto che il manuale era noto in Germania come der Bilguer. Il nome di von der Lasa fu aggiunto in seguito come coautore.
Nel 1848 pubblicò a Berlino il trattato teorico Leitfaden für Schachspieler, che ebbe cinque edizioni e una traduzione in olandese. La sua opera storica più importante è considerata Zur Geschichte und Literatur des Schachspiels (Ricerche sulla storia e la letteratura degli scacchi, Lipsia 1897). Raccolse una biblioteca scacchistica di oltre 2.250 volumi, tuttora conservata intatta nel castello di Kórnik nei pressi di Poznań.
Von der Lasa non partecipò mai a tornei, ma sostenne diverse sfide, per lo più vittoriosamente. Nel 1843 vinse contro Thomas Buckle 2–1, nel 1845 contro Anderssen 4–2, nel 1846 a Vienna contro Johann Löwenthal (+ 2 – 0 = 2), nel 1850 contro Schulten a Francoforte sul Meno (+ 4 – 1 = 0), nel 1853 a Bruxelles contro Howard Staunton (+ 5 – 4 = 4). Perse nel 1839 contro Karl Mayet (+ 1 – 2 = 1).

## Alcune partite notevoli
- Tassilo von der Lasa - Josef Szen, 1838, gambetto Muzio C37, 1-0, su chessgames.com.
- Tassilo von der Lasa - Karl Mayet, 1839, due Cavalli var. Fegatello C57, 1-0 22m, su chessgames.com (archiviato dall'url originale il 25 gennaio 2004).
- Adolf Anderssen - Tassilo von der Lasa, Breslavia 1846, due Cavalli C58, 0-1, su chessgames.com.
- Howard Staunton - Tassilo von der Lasa, match 1853, gambetto scozzese C44, 0-1, su chessgames.com.